# 一级棒世界巡迴演唱會
一级棒世界巡迴演唱會（英語：Jeannie World Tour）是臺灣歌手謝金燕的個人首次售票巡迴演唱會，由輿采國際行銷（現更名為寬宏藝術）主辦，與啥都打不倒工作室（現更名為一直打不倒有限公司）、源活娛樂製作企劃，成為繼江蕙之後第二位在臺灣臺北市臺北小巨蛋開唱的台語歌手，也是首位挑戰四面舞台的台語歌手。該巡演在2012年5月12日在臺灣臺北市臺北小巨蛋舉辦台北站，由燕京啤酒冠名贊助。 2013年8月10日在臺灣高雄市高雄巨蛋舉行高雄場，由全球人壽冠名贊助。
2012年5月12日，謝金燕出道以來的首場個人大型售票演唱會「一級棒世界巡迴演唱會」於台北小巨蛋揭開序幕；隔年8月10日，於高雄巨蛋舉辦第二場次。

## 背景
2010年，謝金燕以專輯《愛你辣》主打單曲〈嗶嗶嗶〉獲得在臺灣與香港空前的成功。
2011年，以抒情專輯《月彎彎》再次獲得注目，並於隔年榮獲第23屆金曲獎最佳台語女歌手獎。2011年12月31日，謝金燕參與臺灣臺南與高雄跨年晚會演唱，首度公開演出「隱藏版」新單曲〈一級棒〉，創下最高收視率為3.54，約有78萬1千人在收看，首度榮登跨年收視冠軍，開啟往後以跨年演唱會著稱的演藝路線。
2012年3月，趁勝宣布個人首次大型售票演唱會，以新單曲〈一級棒〉命名為「一级棒世界巡迴演唱會」。2012年12月31日，謝金燕首次領銜登上臺灣臺北跨年演唱會壓軸演出，同日也於高雄、台南跨年晚會登台。演出內容除了將「一级棒世界巡迴演唱會」經典橋段般上公開舞台，更首唱全新國語單曲〈跳起來〉，最高收視率為4.46，約有98萬4千人在收看，連續2年跨年收視冠軍，獲得巨大成功。
2013年4月，謝金燕宣布舉辦巡迴演唱會高雄場，冠名贊助單位全球人壽以公益號召，推出「每賣１張票就捐100元做公益」的宣傳活動。同年6月，謝金燕推出全新國語單曲〈姐姐〉，隨後引起現象級的熱門討論與點擊，紅遍華語音樂圈，為演唱會吸引更高關注。同年8月10日，於高雄場演唱會當日，首次搶先推出全新EP《跳針舞曲2013》，實體CD收錄2011年以來新推出的熱門國語單曲〈一級棒〉、〈跳起來〉、〈姐姐〉，由乾坤影視與美樂帝音樂發行。

## 高雄場曲目
Act 1
1. 《叉燒包》
2. 《YOYO姊妹》
3. 《あいしてる我愛你》
4. 《練舞功》
5. 《你真酷》

Act 2
1. 《極速的愛》
2. 《54321》
3. 《嗆聲》
4. 《極速》（原唱 鄭伊健）

Act 3
1. 《追》（原唱 張國榮）
2. 《我可以抱你嗎》（原唱 張惠妹）
3. 《問》（原唱 陳淑樺）

Act 4
1. 《Crazy》
2. 《愛你辣》

Act 5
1. 《含淚跳恰恰》
2. 《愛無赦》（原唱 蔡依林）
3. 《墓仔埔也敢去》（原唱 葉啟田）
4. 《你是我的花朵》（原唱 伍佰）
5. 《熱舞恰恰》（原唱 葉復台）
6. 《一級棒》

Act 6
1. 《把悲傷留給自己》（原唱 陳昇）
2. 《追夢人》（原唱 鳳飛飛）
3. 《心肝寶貝》（原唱 鳳飛飛）
4. 《月彎彎》

Act 7
1. 《眉飛色舞》（原唱 鄭秀文）
2. 《甲你跳舞》
3. 《I AM THE BEST》（原唱 2NE1）
4. 《酸甘蜜甜》
5. 《不如跳舞》（原唱 陳慧琳）
6. 《嗶嗶嗶》

Act 8
1. 《跳起來》
2. 《姐姐》

## 場次
| 日期          | 國家 | 城市   | 場館       |
| ------------- | ---- | ------ | ---------- |
| 2012年5月12日 | 臺灣 | 臺北市 | 臺北小巨蛋 |
| 2013年8月10日 | 臺灣 | 高雄市 | 高雄巨蛋   |

## 幕後人員
- 輿采國際行銷股份有限公司：主辦單位、票務行政
- 啥都打不倒工作室：藝人經紀、製作單位
- 源活國際娛樂整合行銷股份有限公司：製作單位
- 謝金燕：藝術總監
- 球球：經紀人
- 燕京啤酒、全球人壽：贊助單位